# Systems Network Architecture
Systems Network Architecture (SNA), è un'architettura proprietaria per i network computer dell'IBM creata nel 1974. È uno stack completo di protocolli per l'interconnessione di computer e le loro risorse.
La SNA descrive il protocollo e, in sé, non è realmente un programma. L'implementazione della SNA prende forma da vari pacchetti di comunicazione, più notevolmente VTAM il quale è un pacchetto principale per le comunicazioni SNA. La SNA è ancora largamente utilizzata in banche e altre reti di transazioni finanziarie, così come in molte agenzie governative. Mentre l'IBM sta ancora fornendo supporto per la SNA, uno dei componenti hardware primari, il controller di comunicazione 3745/3746 è stato ritirato dal mercato dall'IBM Corporation. Tuttavia, ci sono una stima di 20,000 di questi controller installati e IBM continua a fornire il servizio per il mantenimento dell'hardware e funzioni micro code per supportare gli utenti. Un mercato robusto di piccole aziende continua a fornire il 3745/3746, funzioni, componenti e servizi. Il metodo d'accesso alle telecomunicazioni VTAM è anche supportato dalla IBM, così come l'IBM Network Control Program (NCP) è richiesto dai controller 3745/3746.

## Vantaggi e Svantaggi
La SNA ha rimosso il controllo dei link dal programma di applicazione e lo ha messo nel NCP. Questo ha i seguenti vantaggi e svantaggi:

### Vantaggi
- La localizzazione di problemi nelle reti di telecomunicazione era più facile grazie a una quantità relativamente piccola di software attualmente tratto con i link di comunicazione. C'era un singolo sistema di notifica errori.
- Aggiungere le capacità di comunicazione a un programma di applicazione fu più semplice grazie alla formidabile area del software di controllo del link che tipicamente richiedeva degli interrupt per il processore e timer software erano delegati al software di sistema e al NCP.

### Svantaggi
- La connessione a reti non-SNA era difficile. Un'applicazione che richiede accesso a un qualche schema di comunicazione, quale non è supportato dalla versione corrente di SNA, comporta ostacoli. Prima che l'IBM includesse il supporto a X.25 (NPSI) nella SNA, la connessione a una rete X.25 era scomoda. La conversione tra i protocolli X.25 e SNA poteva essere fornita modificando il software NCP o da un convertitore di protocollo esterno.
- A primo impatto, le reti SNA apparvero molto costose rispetto alle reti TCP/IP. Per piccole reti questo può essere vero ma, per come si sviluppa la complessità di una grande rete diretta, la struttura SNA fornisce un percorso meno costoso. [senza fonte]

## Tipi di Unità Logica
La SNA stabilisce diversi tipi di periferiche, identificando ogni gruppo con un'Unità Logica. LU0 è fornito per periferiche indefinite, o per creare un protocollo proprio. Le periferiche LU1 sono stampanti. Le periferiche LU2 sono terminale dumb. Le periferiche LU3 sono stampanti che utilizzano i protocolli 3270. Le periferiche LU4 sono terminali batch. LU5 non è mai stato definito. LU6 è fornito per i protocolli tra 2 applicazioni. LU7 è fornito per le sessioni con terminali 5250. Quelli utilizzati principalmente sono LU1, LU2 e LU6.2 (un protocollo avanzato per le conversazioni da applicazione a applicazione).
Dentro la SNA ci sono due tipi di flusso dati per connettere i terminali locali e le stampanti; c'è il flusso dati 3270 principalmente usato dai mainframe (famiglia zSeries) e il flusso dati 5250 principalmente usato in minicomputer/server come gli S/36, S/38 e AS/400 (ora iSeries).
A partire dalla versione 5.2 di OS/400, la SNA per l'accesso-client non è più supportata.
Il termine 37xx si riferisce alla famiglia dei controller di comunicazione dell'SNA dell'IBM. Il 3745 supporta fino a otto circuiti T1 ad alta velocità, il 3725 è un nodo su larga scala e processore front-end per un host, e l'3720 è un nodo remoto che funziona come concentratore e router.

## Competitori
L'architettura di rete proprietaria per il mainframe Honeywell Bull è una Distributed Systems Architecture (DSA). Il pacchetto per le comunicazioni DSA è TNVIP. Come SNA, anche DSA non è più supportato per l'accesso-client. I mainframe Bull sono adattati con Mainway per tradurre DSA in TCP/IP e le periferiche TNVIP sono rimpiazzate da emulazioni di terminale (GLink, Winsurf).
I computer con sistema operativo Windows utilizzano il Microsoft Host Integration Server per comunicare con i sistemi che usano SNA.